# Союз МС-07
«Союз МС-07» — российский транспортный пилотируемый космический корабль серии «Союз МС» семейства «Союз», старт которого состоялся 17 декабря 2017 года с космодрома Байконур. После двухсуточной схемы сближения корабль пристыковался к международной космической станции. Участники экспедиции МКС-54/55 перешли на борт МКС. Это 134-й пилотируемый полёт корабля «Союз», первый полёт которого состоялся в 1967 году.

## Экипаж
28 октября 2016 года Межведомственная комиссия Госкорпорации «РОСКОСМОС» утвердила составы основных и дублирующих экипажей длительных экспедиций (МКС-51/52, 52/53, 53/54, 54/55) к Международной космической станции в 2017 году В состав экипажа ТПК «Союз МС-07» были включены космонавт Александр Скворцов, астронавты Скотт Тингл и Норишиге Канаи.
24 марта 2017 года на форуме журнала «Новости Космонавтики» появилось сообщение о том, что на заседании Государственной медицинской комиссии 14 марта 2017 года Александр Скворцов был признан временно не годным к тренировкам в составе экипажа по состоянию здоровья из-за травмы, полученной во время спортивного занятия. В связи с этим 15 марта в основном экипаже корабля его сменил космонавт Антон Шкаплеров.
| Космонавт        | Должность                                                   | № полёта        | Корпорация      |                 |                 |                 |
| Основной экипаж  | Основной экипаж                                             | Основной экипаж | Основной экипаж | Основной экипаж | Основной экипаж | Основной экипаж |
| ---------------- | ----------------------------------------------------------- | --------------- | --------------- | --------------- | --------------- | --------------- |
| Антон Шкаплеров  | Командир ТПК «Союз МС», бортинженер МКС-54, командир МКС-55 | 3               | Роскосмос       |                 |                 |                 |
| Скотт Тингл      | Бортинженер-1 ТПК «Союз МС», бортинженер МКС-54/55          | 1               | НАСА            |                 |                 |                 |
| Норишиге Канаи   | Бортинженер-2 ТПК «Союз МС», бортинженер МКС-54/55          | 1               | JAXA            |                 |                 |                 |
| Дублёры          |                                                             |                 |                 |                 |                 |                 |
| Сергей Прокопьев | Командир экипажа                                            | 1               | Роскосмос       |                 |                 |                 |
| Александр Герст  | Бортинженер-1                                               | 2               | ЕКА             |                 |                 |                 |
| Джанетт Эппс     | Бортинженер-2                                               | 1               | НАСА            |                 |                 |                 |

## Полёт
Старт осуществлён 17 декабря 2017 года в 10:21 мск. 19 декабря 2017 года в 11:39 мск, после двухсуточной схемы сближения, корабль пристыковался в автоматическом режиме к исследовательскому модулю «Рассвет» (МИМ-1) МКС. В 13:55 мск экипаж перешёл на борт Международной космической станции и начал работу в составе МКС-54.
Расстыковка корабля с МКС осуществлена 3 июня 2018 в 12:16:30 мск. Приземление спускаемого аппарата корабля «Союз МС-07» состоялось 3 июня 2018 года в 15:39:42 (мск) в 147 км юго-восточнее города Жезказган в Казахстане.

## Эмблема
9 мая 2017 года бортинженер-2 Норишиге Канаи в своем твиттере опубликовал предварительные варианты эмблем миссии «Союз МС-07» и экспедиции МКС-55, представленные в виде памятных медалей (жетонов).
23 июля 2017 года бортинженер-1 Скотт Тингл поделился в твиттере векторными изображениями эмблем миссии Союз МС-07 и экспедиций МКС-54/55.
Автор дизайна эмблемы Люк ван ден Абелен (Luc van den Abeelen). Эмблема имеет следующее описание:

Нашивка экипажа представлена в форме армиллярной сферы: старинного прибора, предназначенного для определения положения небесных светил. В центре прибора, летящий над земной поверхностью изображён ТПК «Союз МС-07», что символизирует продолжающееся присутствие людей на орбите. Луна изображена на заднем плане, символизируя будущие устремления деятельности человечества в космосе. В верхней части нашивки изображено созвездие Козерога с тремя более крупными звёздами, символизирующими членов экипажа. Группы по две и три малых звезды обозначают детей командира экипажа Антона Шкаплерова и американского астронавта Скотта Тингла. По краю эмблемы нанесены имена членов команды рядом с флагами стран, которые они представляют. На горизонтальном кольце сферы нанесены название корабля и логотип Роскосмоса.